# جود أكووديكي
جود أكووديكي (بالإنجليزية: Jude Akuwudike)‏ (مواليد 1965، نيجيريا)، هُو ممثل نيجيري إنجليزي.

## وصلات خارجية
- جود أكووديكي على موقع IMDb (الإنجليزية)
- جود أكووديكي على موقع ميوزك برينز (الإنجليزية)
- جود أكووديكي على موقع قاعدة بيانات برودواي على الإنترنت (الإنجليزية)
- جود أكووديكي على موقع ديسكوغز (الإنجليزية)
- جود أكووديكي على موقع قاعدة بيانات الفيلم (الإنجليزية)